# Cremosperma reldioides
Cremosperma reldioides är en tvåhjärtbladig växtart som beskrevs av L.P. Kvist och L.E. Skog. Cremosperma reldioides ingår i släktet Cremosperma och familjen Gesneriaceae. Inga underarter finns listade i Catalogue of Life.